# エストラトリエン
エストラトリエン（Estra-1,3,5(10)-triene、Estra-1(10),2,4-triene、Estrin(米国)、OEstrin(英国)）は、エストラン系のステロイドである。C1、C3、C5(10)位が脱水素化されて二重結合となり、芳香族化している。エストラトリエンは、エストロゲン系ステロイドホルモンであるエストロン、エストラジオール、エストリオールの親構造である。

エストロゲン誘導体とは異なり、エストラトリエン自体は最小限のエストロゲン活性しか持たない。なぜなら、C3およびC17位の水酸基またはケト基置換は、エストロゲン受容体に高い結合親和性を与える為に重要だからである。エストラトリエンは、in vitro において、エストラジオールの1,000分の1以下のエストロゲン活性しか示さない事が知られている。エストラトリエンの他にも、エストラジオールの3-水酸基を欠くエストラトリエン-17β-オール、エストラジオールの17β-水酸基を欠く3-ヒドロキシエストラトリエンは、何れもエストロゲン受容体に親和性を持ち、受容体を活性化してプロゲステロン受容体の発現を誘導する事が可能であるとされている。

エストラジオール
エストラトリエン-17β-オール
3-ヒドロキシエストラトリエン